# Stephen Hendrie
Stephen Hendrie (ur. 8 stycznia 1995 w Glasgow) – szkocki piłkarz występujący na pozycji obrońcy w Southend United.